# Opération Bolívar
Pour les articles homonymes, voir  Bolívar .

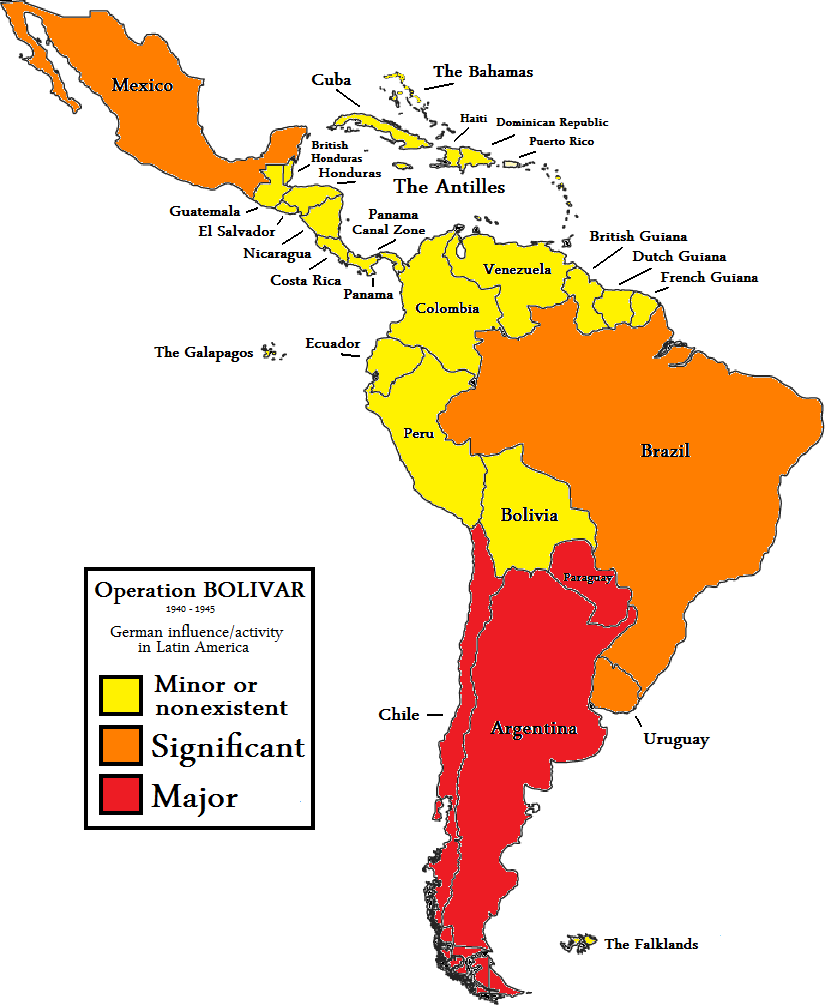
Opération Bolívar

L’opération Bolívar est le nom de code d'une d'opération menée par le Sicherheitsdienst pendant la Seconde Guerre mondiale en Amérique latine. Elle visait à collecter et à transmettre des informations clandestines d'Amérique latine vers l'Europe. Dans l'ensemble, les Allemands ont réussi à établir un réseau secret de communications radio à partir de leur poste de contrôle en Argentine, ainsi que d'un système de messagerie impliquant l'utilisation de navires marchands espagnols pour l'envoi de renseignements. Toutefois, les autorités argentines ont arrêté la plupart des espions allemands opérant dans leur pays à la mi-1944, mettant fin à l'opération. De plus, les informations recueillies au cours de Bolívar ont vraisemblablement été plus utiles pour les Alliés, que pour l'Allemagne, ceux-ci ayant intercepté la plupart des transmissions secrètes.

## Dans les arts
Le Mexicain Edgar Clement a réalisé en 1993 et 1994 une bande dessinée remarquée (es) inspirée par cet événement.